# Comeytrowe
Comeytrowe är en ort i civil parish Taunton, i enhetskommunen Somerset, i Storbritannien. Den ligger i grevskapet Somerset och riksdelen England, i den södra delen av landet, 220 km väster om huvudstaden London. Comeytrowe var en civil parish 1986–2023 när blev den en del av Taunton. Civil parish hade 5 433 invånare år 2021.